# Edmond Ceria
Pour les articles homonymes, voir Ceria.
Edmond Ceria, né le 26 janvier 1884 et mort le 24 juillet 1955, est un peintre et illustrateur français.
Peintre indépendant, il fut proche de l'art de Paul Cézanne.

## Biographie
Le père d'Edmond Ceria, d’origine piémontaise, se marie avec une Savoyarde. Ils s’installent à Évian-les-Bains. Edmond Ceria montra dès son enfance une prédisposition pour la musique, le dessin et la peinture.
Après des études secondaires au collège d’Évian, il commence des études de décorateur à l’École des beaux-arts de Genève. Déçu par l’enseignement, il gagne Paris en 1904 et fréquente l’Académie Julian. Il loue un premier atelier au 38, rue Falguière, puis au 25, avenue du Maine en 1907. Il fréquente assidument le musée du Louvre et y découvrit l’œuvre de Paul Cézanne qui le bouleverse. Il travaille souvent à l’atelier de la Grande Chaumière. La célèbre Kiki de Montparnasse fut l’un de ses modèles.
Il commence sa carrière au Salon des indépendants et y exposera ses toiles de 1908 à 1914. À partir de 1912, il devient sociétaire du Salon d’automne. Il y expose en 1912 et 1913, puis de 1919 à 1926, en 1930 et en 1940. Il expose également au Salon des Tuileries dès sa fondation en 1923.
En 1919, il effectue un séjour d’un an en Toscane qui lui fait prendre conscience de l’importance de la lumière en peinture. Pendant ce séjour, il copie les grands maîtres italiens dont Giotto, Uccello, Masaccio. De retour en France, Ceria découvre la lumière de la Provence. Il visite Marseille, séjourne à Sanary mais peint également l’arrière-pays.
En 1928, il découvre le village de Château-Landon en Seine-et-Marne qui l’impressionne beaucoup. Il y travaille plusieurs années au printemps. À Paris, il reprend un atelier près de l’Observatoire. Il descend fréquemment vers la Seine pour la peindre ainsi que les ponts parisiens ou le jardin des Tuileries.
Il expose à Lyon entre 1925 et 1933 et de nouveau au Salon des indépendants en 1926, 1936 et 1937.
En 1934, il cesse ses voyages en Provence pour découvrir la Bretagne et en particulier le Finistère. Il passe de nombreuses années au Guilvinec. Il y redécouvre la lumière italienne.
Ceria participe avec les peintres Charles Dufresne, Othon Friesz et Henry de Waroquier à la première exposition des Maîtres de l’art indépendant au Petit Palais en 1937.
En 1938, il obtient la consécration aux États-Unis en gagnant le prix Carnegie.
En 1945, il est nommé peintre de la Marine. Libéré alors des contingences matérielles, il poursuit son œuvre pendant dix années au cours desquelles il exprime toute son émotion à travers ses peintures.
Il est décoré chevalier de la Légion d'honneur en 1935, puis est promu officier du même ordre en 1953.
Il expose également individuellement à la galerie Devambez à Paris en 1924, à la galerie Bernheim à Paris en 1926 et 1932, à la galerie Brown et Philips à Londres en 1930, à la galerie Schoeller à Paris en 1935, à la galerie Pétridès à Paris en 1953, à lagalerie Wildenstein à New-York en 1954. Il expose également à Stockholm en 1937, à Beyrouth et en Afrique du Sud en 1951. Une exposition rétrospective lui est consacrée à la galerie Pacitti à Paris en 1968.
Il a deux fils dont le peintre Jacques Ceria Despierre.

## Distinctions
- Officier de la Légion d'honneur (1953)

## Son œuvre
« Homme cultivé, extrêmement artiste, aussi doué pour la peinture que pour la musique », écrit Lydia Harambourg dans son Dictionnaire des Peintres de l'École de Paris, Ceria fut surtout connu comme paysagiste. Une grande partie de son œuvre fut peint sur la Côte d’Azur puis en Bretagne. Mais il excellait également pour les natures mortes et le nu.
Ceria puise sa source dans la peinture italienne et dans l’impressionnisme. Il définit Cézanne comme étant le premier peintre qui fut arrivé à « transcrire la vraie couleur du feuillage des arbres. »
Tout au long de sa carrière, Ceria accorde une extrême importance à la lumière : Camille Corot fut très important dans son œuvre. On retrouve également dans ses paysages la lumière d’Armand Guillaumin.
En 1936, il exécute deux panneaux pour le palais du Trocadéro en vue de l’Exposition universelle de 1937.
À partir de 1945, il peint la flotte sabordée dans le port de Toulon.
Ceria définit la peinture par cette formule de trois mots : « une palette, un œil, un cœur. » Jetant un regard émerveillé sur la nature, il peint ses toiles comme autant d’hymnes à la création.

### Œuvres dans les collections publiques
- Musée de Bordeaux[Lequel ?].
- Musée des beaux-arts de Brest.
- Musée des beaux-arts de Chambéry.
- Musée des beaux-arts du Havre.
- Musée des beaux-arts de Lyon
- Musée des beaux-arts de Mulhouse.
- Musée d'art moderne de la ville de Paris :
  - Nature morte au gibier ;
  - Nu couché ;
  - L’Orangerie des Tuileries.
- Musée des beaux-arts de Rennes.

### Illustration
- Henri Béraud, La Gerbe d’or, 1929.
- Tristan Corbière, Les Amours jaunes.
- Edmond Jaloux, Marseille.